# NGC 2585
NGC 2585 ist eine Spiralgalaxie mit ausgedehnten Sternentstehungsgebieten vom Hubble-Typ Sb im Sternbild Hydra südlich der Ekliptik. Sie ist schätzungsweise 299 Millionen Lichtjahre von der Milchstraße entfernt und hat einen Durchmesser von etwa 160.000 Lichtjahren.

Im selben Himmelsareal befinden sich die Galaxien NGC 2583 und NGC 2584.
Das Objekt wurde im Jahr 1886 von Frank Muller entdeckt.